# Michael Weninger

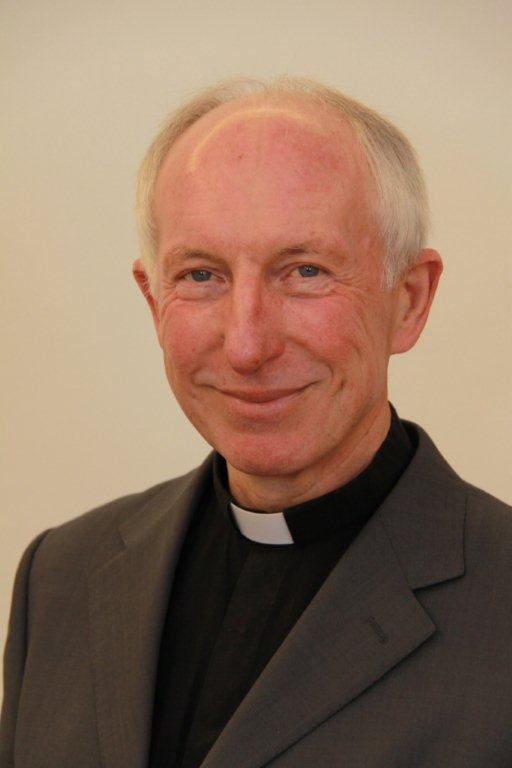
Michael Weninger

Michael Heinrich Weninger (* 18. Februar 1951 in Wiener Neustadt) war ein österreichischer Diplomat und ist römisch-katholischer Geistlicher an der römischen Kurie.

## Leben
Michael Weninger maturierte 1971 an der Handelsakademie Wiener Neustadt und studierte danach Katholische Theologie und Philosophie an den Universitäten in Innsbruck und Wien. Nach mehreren Studienaufenthalten in verschiedenen europäischen und außereuropäischen Staaten war er von 1977 bis 1979 als Studienassistent am Institut für Dogmatik der Universität Innsbruck und am Bischöflichen Ordinariat Innsbruck tätig. Anschließend besuchte er von 1980 bis 1982 die Diplomatische Akademie Wien und absolvierte Kurse an der École nationale d’administration Paris und der Escuela Diplomática de Madrid.

### Botschafter und Diplomat
Michael Weninger trat 1982 in den diplomatischen Dienst Österreichs ein. Er war für den Auswärtigen Dienst der Republik Österreich Attaché an der Österreichischen Botschaft Moskau (1983–84), Erster Botschaftssekretär an der Österreichischen Botschaft in Madrid (1984–86), Botschaftsrat an der Österreichischen Botschaft in Warschau (1986–91) und an der Österreichischen Botschaft in Moskau (1991).
Von 1991 bis 1992 war er Leiter des neuerrichteten Österreichischen Generalkonsulates (Generalkonsul) und Leiter der neu errichteten Österreichischen Botschaft in der Ukraine in Kiew (Ständiger Vertreter), von 1993 bis 1997 Leiter der Österreichischen Botschaft in Belgrad (Ständiger Vertreter bzw. nach der völkerrechtlichen Anerkennung der Republik Serbien und Montenegro außerordentlicher und bevollmächtigter Botschafter).
Von 1997 bis 2001 war Michael Weninger im Bundesministerium für auswärtige Angelegenheiten als Stellvertretender Leiter der Abteilung für EU-Erweiterung sowie Außenwirtschaftsbeziehungen zu Zentral-, Ost- und Südosteuropa und Leiter der Unterabteilung für Auf- und Wiederaufbau in Südosteuropa tätig.
Von 2001 bis 2007 diente er als erster Österreicher als Politischer Berater der Präsidenten der Europäischen Kommission (Romano Prodi / Group of Policy Advisors [GOPA] und José Manuel Barroso / Bureau of European Policy Advisors [BEPA]). Zuständig war er für den Dialog mit den Religionen, Kirchen und Weltanschauungen sowie außenpolitisch für die Staaten Südost-Europas; sein Nachfolger wurde Jorge Cesar das Neves.
Während des Dienstes im Bundesministerium für auswärtige Angelegenheiten in Wien erhielt er Berufungen in die Abteilung für Völkerrecht, mehrmalig in die Abteilung für die politischen Beziehungen zu Zentral-, Ost- und Südosteuropa, in die damalige KSZE-Abteilung sowie in die Abteilung für Asien etc.
Von 2004 bis 2006 war er auch Mitglied in der Ethical Working Group der Europäischen Weltraumagentur (ESA).
Von 2007 bis 2008 wirkte er wieder im Bundesministerium für europäische und internationale Angelegenheiten (Abteilung für Asien, Australien, Neuseeland, Ozeanien; ASEM und regionale Zusammenschlüsse wie ASEAN, SAARC und ARF). 2008 war er Sondergesandter des Bundesministeriums für europäische und internationale Angelegenheiten in Ndjamena im Tschad. 2008/09 war er Leiter der Österreichischen Botschaft in Sarajevo.
2009 übernahm er die Leitung der Abteilung für wissenschaftliche Zusammenarbeit und Dialog der Kulturen und Religionen im Bundesministerium für europäische und internationale Angelegenheiten in Wien (Interkultureller und interreligiöser Dialog, Task Force „Dialog der Kulturen“, multilaterale und bilaterale universitäre Zusammenarbeit etc.).
Er spricht neben Deutsch mehrere Fremdsprachen, unter anderem Englisch, Französisch, Spanisch, Russisch, Serbisch und Kroatisch.

### Priesteramt
Michael Weninger war verheiratet mit Sanja Magdalena (1971–2009) und empfing am 24. Juni 2011, inzwischen verwitwet, im Wiener Stephansdom die Priesterweihe durch Christoph Kardinal Schönborn. Er wurde in die Erzdiözese Wien inkardiniert. Am 26. Juni 2011 feierte er seine Primiz in der Baumgartner Pfarrkirche St. Anna in Wien und im Oktober 2011 Nachprimizen in der Propsteikirche St. Trinitatis in Leipzig sowie in der Kirche des St. Georgs-Kollegs in Istanbul. Er wählte als Leitspruch Der Herr ist mein Licht und mein Heil. (Ps 27,1 ) Er ist der erste Botschafter in der Geschichte Österreichs, der zum Priester geweiht wurde.
Er war von 2011 bis 2012 Kaplan in der Kalvarienbergkirche in Hernals in Wien und als Mitarbeiter für die Österreichische Bischofskonferenz, u. a. als Beauftragter für die Kontakte zu den Weltreligionen, tätig.
Papst Benedikt XVI. berief Michael Weninger zum 1. November 2012 in den Päpstlichen Rat für den Interreligiösen Dialog. Dort arbeitet er für den Dialog mit dem Islam in Europa, Zentralasien und in Zentral- und Südamerika.
In seiner 2019 von der Päpstlichen Universität Gregoriana veröffentlichten Dissertation setzt Michael Weninger sich darüber hinaus für die Aussöhnung von katholischer Kirche und regulärer Freimaurerei ein.

### Sonstiges
Er ist Mitglied der katholischen Studentenverbindungen KÖStV Babenberg Wiener Neustadt im MKV sowie der KÖHV Alpinia Innsbruck und der KÖStV Rudolfina Wien im ÖCV.

## Ehrungen
- Zahlreiche hohe in- und ausländische sowie päpstliche Ehrenzeichen
- mehrere Ehrendoktorwürden (Dr. h. c. mult.)
- 2004 Leopold-Kunschak-Preis

## Schriften
- Praxis als Ort der Hoffnung bei Ernst Bloch. Darstellung und Kritik der Grundpositionen der Hoffnungsphilosophie Ernst Blochs unter dem Aspekt der Praxis von Hoffnung. Österr. Komm.-Buchhandlung, Innsbruck 1982.
- Europa ohne Gott? Die Europäische Union und der Dialog mit den Religionen, Kirchen und Weltanschauungsgemeinschaften. Nomos, Baden-Baden 2007, ISBN 3-8329-2421-3.
- Experiment Europa. Ein meditativer Gang in drei Schritten. GLOBArt 2008, ISBN 3-9502173-2-0.
- Loge und Altar: über die Aussöhnung von katholischer Kirche und regulärer Freimaurerei. Löcker, Wien 2020, ISBN 978-3-99098-014-9 (Inhaltsverzeichnis [PDF; 142 kB]).